# Человечество
Челове́чество — совокупность всех людей.
Ввиду высокого уровня социального развития антропологические различия между людьми дополняются культурными (в значительно большей степени, чем у других социальных животных). Человечество неразрывно связано с культурой, созданной на протяжении всего времени существования человечества и подвергающейся изменениям в ходе его развития или деградации.

## Развитие представления о человечестве
Общего понятия о человечестве не существовало во времена первобытного строя с его относительно изолированными и немногочисленными группами людей. «Человеком» у первобытных племён назывался только соплеменник. Только по мере размножения людей, расширения общения с более отдаленными племенами, усложнения общества и складывания племенных союзов появились легенды об общем происхождении и единстве более или менее крупных групп племен.
Рост количества контактов между разными группами людей (морская торговля, дальние военные походы), образование крупных государств, а затем — огромных империй, объединивших общей властью одного центра, одних законов, силой господствующей культуры и языка конгломераты прежде разрозненных народов, способствовали сближению разных народов. Так, Римская империя стала общим отечеством для многих народов Средиземноморья, или, как писал Плиний («Естественная история», Книга 3), una cunctarum gentium in toto orbe patria («единое отечество для всех народов во всем мире») — идея, сложившаяся благодаря уничтожению политической самостоятельности прежних изолированных государственных единиц и тесному свободному общению (торговому и интеллектуальному) отдельных частей империи между собой, идея совершенно новая для древнего мира. На этой почве зародились идеи космополитизма, ведущие своё начало от киников и стоиков. Этим идеям также способствовало появление универсальных (мировых) религий — христианства, ислама, буддизма.
Начиная с конца XVIII века и, главным образом, со второй половины XIX века с особенной силой расцвела идея всеобщего братства народов, единого человечества.

## История человечества

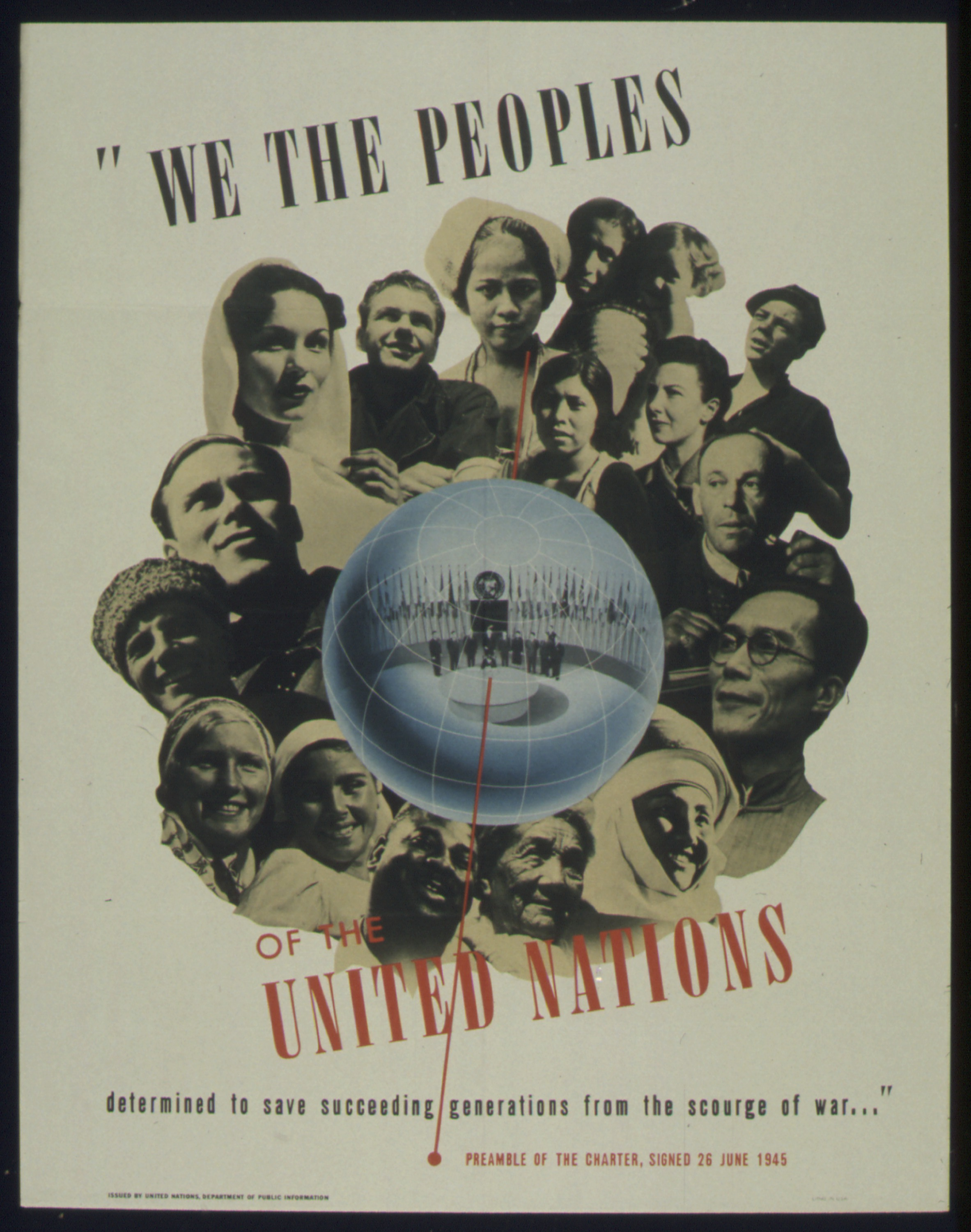
Мы, народы объединённых наций, преисполненные решимости избавить грядущие поколения от бедствий войны….(преамбула Устава ООН)

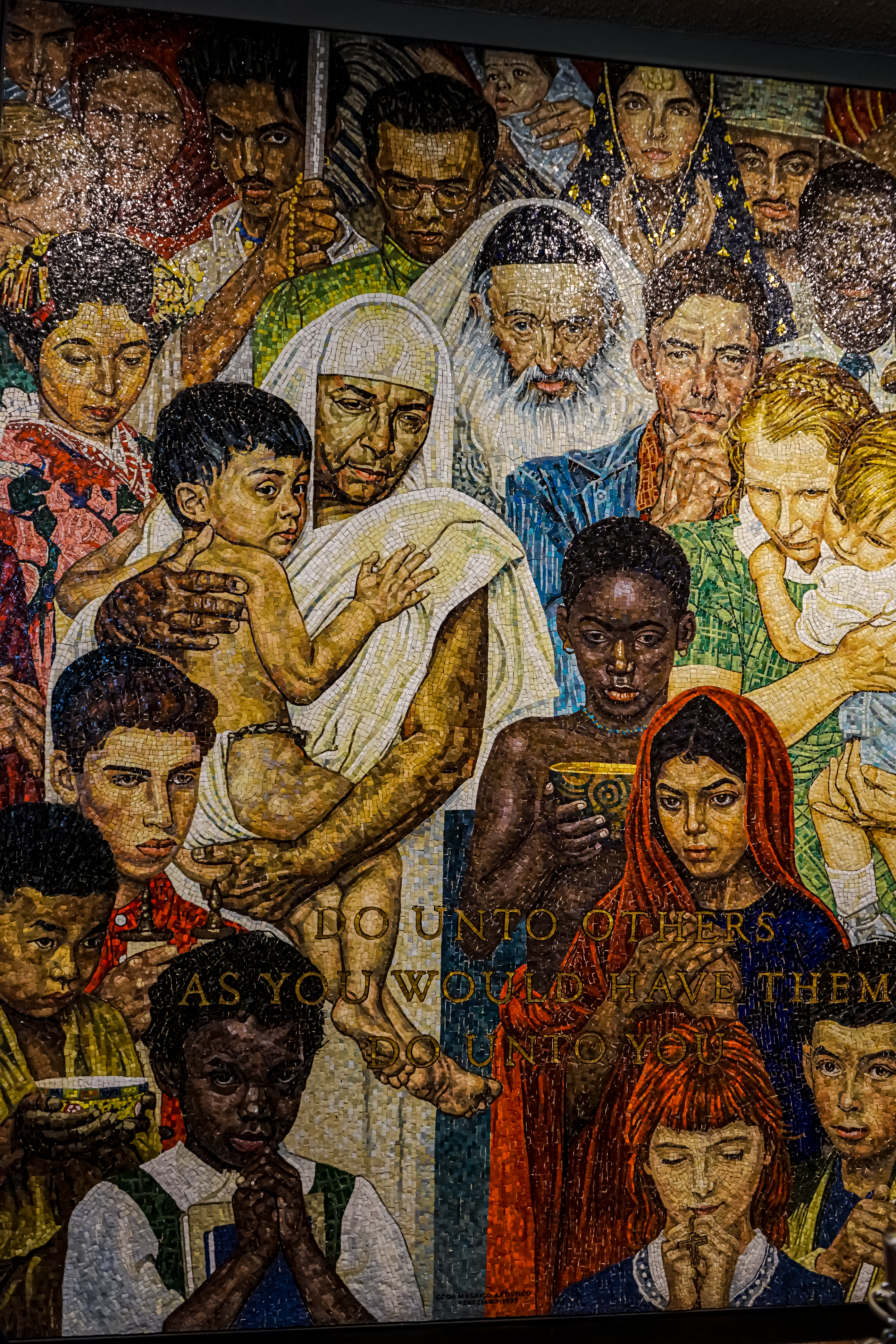
Мозаика в здании штаб-квартиры ООН по иллюстрации Нормана Роквелла 1961 года («И как хотите, чтобы с вами поступали люди, так и вы поступайте с ними»)

### Древнейшая
После формирования человека, антропологически неотличимого от современного, начинается история человечества. Однако для понимания многих аспектов жизни человека, его поведения (как физиологического, так и психо-эмоционального) необходимо знать и филогенетическую историю.

### В наши дни
Человеку удалось создать разветвлённую, сложную цивилизацию, что не удалось сделать достоверно никакому другому виду. Благодаря научным открытиям человеку удалось выживать после столкновения с самыми агрессивными средами обитания и даже освоить некоторые из них. Есть основания полагать, что этот список расширится, включив и космическую среду.
Человечество оказывает очень сильное влияние на взаимодействие других организмов, а также на планетарные процессы.
Небольшая группа людей имеет возможность уничтожить всё человечество.

### Гипотетическое будущее
На сегодняшний день считается, что в обозримом будущем человек не претерпит никаких существенных эволюционных изменений, хотя за счёт мутаций постепенное изменение человека неизбежно.
Многие науки, включая политологию и историю, изучают развитие общества. Одними из самых радикальных изменений человечества, которые могут возникнуть из-за политических причин, можно считать третью мировую войну, объединение всех государств в одно, установление однородной формы власти и способа производства, например, путём создания мирового тоталитарного государства или с приходом мирового коммунизма.
На сегодняшний день в первую очередь астрономия изучает будущее Земли, хотя смежными вопросами занимаются и другие науки. Одной из основных задач человечества является преодоление глобальных проблем и проведение политики, которая не смогла бы привести к концу света.
Различные религиозные концепции могут рассматривать альтернативные варианты развития мира.